# Estação Victoria (Londres)
A Estação de Victoria é uma estação multimodal do sistema de transportes de Londres, servindo trens e o sistema de metropolitano londrino. Foi inaugurada em 1862. A respectiva estação de metropolitano foi inaugurada em 1868. 

## História

### Origens
A Estação Victoria é uma das principais estações terminais de Londres, a mais importante do West End. Tem suas origens na grande exposição de 1851, quando uma ferrovia chamada "West End of London and Crystal Palace Railway" foi criada para servir o local das salas de exposições que haviam sido transferidas de Hyde Park para Sydenham. O término desta linha estava em Stewarts Lane em Battersea na margem sul do Tâmisa. Em 1858, foi criada uma empresa comum para fazer a travessia de trens do rio, com 2 km de extensão: chamava-se "Victoria Station and Pimlico Railway". Esta linha pertencia a quatro companhias diferentes: a Great Western Railway (GWR), a London and North Western Railway (LNWR), a London, Brighton and South Coast Railway (LBSCR) e a Londres, Chatham and Dover Railway (LCDR). Ela foi constituída em sociedade por uma lei de 1858.
A Estação Victoria foi aberta em 1º de outubro de 1860, o terminal temporário da LB&SCR em Battersea havia fechado no dia anterior. A estação foi projetada por Robert Jacomb Hood. Consistia em seis plataformas e dez trilhos, com uma entrada na Victoria Street. O lugar então cobria Predefinição:Convert/acres e tinha 800 pés (240 m) de extensão e 230 pés (70 m) de largura. O telhado foi construído sobre um conjunto de vigas de ferro forjado, com uma fileira de segurança adicional que permitiria que as vigas principais resistissem a uma batida de trem. No canto noroeste da estação ficava o Grosvenor Hotel, de 300 quartos. Foi projetado por J. T. Knowles e executado independentemente da própria estação. Foi inaugurado em 1861. O LCDR e o GWR abriram sua própria estação em 25 de agosto de 1862, ocupando um edifício de fachada de madeira menos imponente com entrada na Wilton Road. A estação da linha Chatham tinha oito plataformas, cinco das quais eram de bitola mista, compartilhadas por trens de bitola larga da GWR de Windsor via Southall.

### Reconstrução
A estação há muito é servida por trens que servem o continente (via Folkestone e Dover), e durante a Primeira Guerra Mundial tornou-se o principal ponto de chegada e partida de trens transportando soldados de e para a França, muitos dos quais ficaram feridos. Após a guerra, o tráfego a vapor com o continente foi trazido de volta a esta estação, servida em particular pelo mais famoso desses trens, La Flèche d'or. A área da estação também acomodou outros meios de transporte: uma estação de ônibus de Londres na praça em frente ao prédio, uma estação de ônibus para ônibus que atendem ao sul da Inglaterra. Hoje, Victoria é o terminal do Gatwick Express, um serviço ferroviário de transporte para o Aeroporto de Londres Gatwick.

## Serviços
A estação principal, pertencente à rede National Rail, é oficialmente chamada de "London Victoria", um nome comumente usado fora de Londres, mas raramente pelos próprios londrinos. Nike Folayan é um dos engenheiros que aí trabalham.
O lado leste, compreendendo as plataformas 1 a 8, serve Kent, e o lado oeste, das plataformas 9 a 19, é o terminal das linhas que servem Surrey e Sussex , em particular o Aeroporto de Londres Gatwick e a cidade de Brighton.
Embora esta divisão permaneça válida, existem ligações na frente da estação que permitem aos trens aceder a qualquer plataforma. Como o lado oeste "Brighton" é o mais movimentado, os serviços suburbanos nesta linha às vezes terminam, no caso de uma ligeira interrupção, no lado leste "Chatham" da estação.
O Terminal Rodoviário de Victoria fica a cerca de 300 metros a sudoeste da estação de trem. É o principal terminal rodoviário em Londres, servindo todas as partes do Reino Unido, bem como a Europa continental.

## Estação do Metrô de Londres
A estação de metrô está localizada ao norte do saguão da estação da linha principal. Possui duas bilheterias. A mais próxima da estação principal serve a linha Victoria. A outra, mais ao norte, ao longo de um túnel, serve as linhas District e Circle.
As linhas de metrô Circle e District foram inauguradas em 24 de dezembro de 1868 e a linha Victoria chegou à estação Victoria durante o terceira fase de construção da linha. As plataformas da estação foram inauguradas em 7 de março de 1869, seis meses depois que a linha Victoria começou a operar para o norte de Londres.